# Baia della Narva
La baia della Narva (in russo бухта Нарва?; fino al 1972 si chiamava baia Sidimi, бухта Сидими) è un'insenatura situata sulla costa nord-occidentale del golfo dell'Amur (compreso a sua volta nel golfo di Pietro il Grande), in Russia. Si affaccia sul mar del Giappone e appartiene al Territorio del Litorale (Circondario federale dell'Estremo Oriente).

## Geografia
La baia della Narva è compresa tra capo Briner (мыс Бринера), a sud, e capo Turek (мыс Турек) a nord. Nella parte nord-orientale comunica con la laguna Caplič'ja (лагуна Цапличья), racchiusa tra il continente e la penisola di Lomonosov (полуостров Ломоносова), al di là della quale c'è il golfo Perevoznaja. A sud-ovest invece, uno stretto canale conduce alla laguna Lebjaž'ja (лагуна Лебяжья), racchiusa dalla penisola di Jankovskij che separa la baia della Narva dal golfo Slavjanskij. Sfocia nella baia il fiume Narva (река Нарва).
Sulla costa nord-orientale della penisola di Jankovskij, a sud di capo Briner (e quindi prima dell'ingresso dalla baia della Narva) c'è il villaggio di Bezverchovo (Безверхово), di fronte al quale si trova la piccola isola Kroličij (o isola dei conigli). Anche la penisola di Jankovskij si chiamava Sidimi fino al 1972.